# Liste der Biografien/Steu
Liste der Biografien |
Portal Biografien |
Personensuche
# |
A |
B |
C |
D |
E |
F |
G |
H |
I |
J |
K |
L |
M |
N |
O |
P |
Q |
R |
S |
T |
U |
V |
W |
X |
Y |
Z |
?
 
Sa |
Sb |
Sc |
Sd |
Se |
Sf |
Sg |
Sh |
Si |
Sj |
Sk |
Sl |
Sm |
Sn |
So |
Sp |
Sq |
Sr |
Ss |
St |
Su |
Sv |
Sw |
Sy |
Sz
 
Sta |
Ste |
Sth |
Sti |
Stj |
Stl |
Sto |
Str |
Sts |
Stt |
Stu |
Stv |
Stw |
Sty
 
Stea |
Steb |
Stec |
Sted |
Stee |
Stef |
Steg |
Steh |
Stei |
Stej |
Stek |
Stel |
Stem |
Sten |
Steo |
Step |
Ster |
Stes |
Stet |
Steu |
Stev |
Stew |
Stey |
Stez
Die Liste der Biografien führt alle Personen auf, die in der deutschsprachigen Wikipedia einen Artikel haben. Dieses ist eine Teilliste mit 145 Einträgen von Personen, deren Namen mit den Buchstaben „Steu“ beginnt.

## Steu
- Steu, Thomas (* 1994), österreichischer Rennrodler

### Steua
- Steuart, George Hume (1828–1903), Brigadegeneral in der Armee der Konföderierten Staaten von Amerika
- Steuart, Robert (1806–1843), britischer Botschafter
- Steuart-Denham, James, 7. Baronet (1712–1780), britischer Ökonom
- Steuart-Denham, James, 8. Baronet (1744–1839), britischer General und Politiker

### Steub
- Steub, Fritz (1844–1903), deutscher Karikaturenzeichner und Holzschneider
- Steub, Ludwig (1812–1888), deutscher Schriftsteller und Jurist
- Steube, Anita (1939–2021), deutsche Sprachwissenschaftlerin
- Steube, Greg (* 1978), US-amerikanischer Politiker der Republikanischen Partei
- Steube, Johann Kaspar (1747–1795), deutscher Schuhmacher, Soldat, Sprachlehrer und Schriftsteller
- Steuben, Anton von (1858–1928), preußischer Generalmajor
- Steuben, Arndt von (1826–1900), preußischer Generalmajor
- Steuben, Carl von (1788–1856), französischer Historien- und Porträtmaler sowie Lithograf
- Steuben, Eugen von (1843–1907), preußischer Generalmajor
- Steuben, Friedrich Wilhelm von (1730–1794), preußischer Offizier und US-amerikanischer GeneralFriedrich Wilhelm von Steuben (1730–1794)

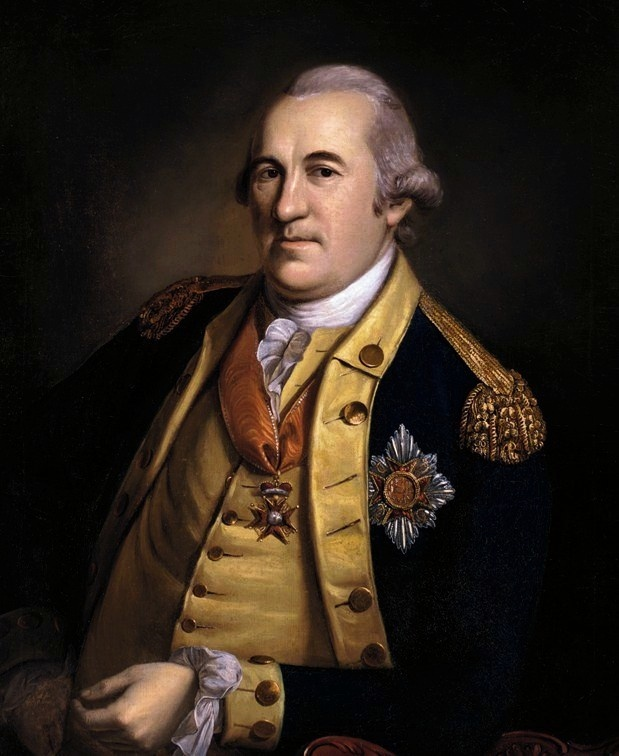
Friedrich Wilhelm von Steuben (1730–1794)

- Steuben, Fritz (1898–1981), deutscher Schriftsteller
- Steuben, Hans von (1929–2008), deutscher Klassischer Archäologe
- Steuben, Kuno († 2004), deutscher Segler und Autor
- Steuben, Kuno von (1855–1935), preußischer General der Infanterie im Ersten Weltkrieg
- Steuber, Johann Engelhard (1693–1747), deutscher lutherischer Theologe
- Steuber, Johannes (1590–1643), deutscher Hebraist und evangelischer Theologe
- Steuber, Werner (1862–1944), deutscher Sanitätsoffizier und Tropenmediziner
- Steuber, Wilhelm von (1790–1845), hessischer Staatsmann und Diplomat
- Steubing, Johann Hermann (1750–1827), deutscher Kirchenhistoriker, Heimatforscher und evangelischer Geistlicher
- Steubing, Lore (1922–2012), deutsche Botanikerin
- Steubing, Waldemar (* 1959), deutscher Fußballspieler
- Steuble, Adolf (1856–1925), Schweizer Politiker
- Steuble, Daniel (* 1984), liechtensteinisch-schweizerisch Fussballspieler
- Steuble, Martin (* 1988), Schweizer bzw. philippinischer Fussballspieler

### Steuc
- Steuchius, Johannes (1676–1742), schwedischer lutherischer Theologe, Erzbischof von Uppsala
- Steuchius, Mattias (1644–1730), schwedischer Geistlicher, Erzbischof von Uppsala
- Steuco, Agostino, italienischer Geistlicher und Bischof

### Steud
- Steude, Wolfram (1931–2006), deutscher Musikwissenschaftler und Musiker
- Steudel, Alexander (* 1966), deutscher Journalist
- Steudel, Emil (1864–1942), deutscher Sanitätsoffizier
- Steudel, Ernst Gottlieb von (1783–1856), deutscher Arzt und Botaniker
- Steudel, Friedrich (1866–1939), deutscher Theologe
- Steudel, Johann Christian Friedrich (1779–1837), evangelisch-lutherischer Theologe
- Steudel, Johann Heinrich (1825–1891), österreichischer Politiker, Landtagsabgeordneter
- Steudel, Johannes (1901–1973), deutscher Medizinhistoriker
- Steudel, Ralf (1937–2021), deutscher Chemiker und Hochschullehrer
- Steudel, Wilhelm (1829–1903), deutscher Mediziner und Entomologe
- Steudener, Ernst (1803–1859), deutscher Architekt und Baubeamter
- Steuding, Hermann (1850–1917), deutscher Klassischer Philologe und Gymnasialdirektor
- Steuding, Jörn (* 1969), deutscher Mathematiker
- Steudle, Hermann, deutscher Fußballspieler
- Steudle, Roy-Alexander (* 1993), britisch-deutscher Skirennläufer
- Steudner, Hermann (1832–1863), deutscher Natur- und Afrikaforscher
- Steudner, Hermann (1896–1986), deutscher kommunistischer Widerstandskämpfer, Parteifunktionär, Abgeordneter, Lokalpolitiker und MfS-Mitarbeiter
- Steudte, Horst (1921–2014), deutscher Faustballspieler und -trainer (DDR)
- Steudte, Siegfried (* 1927), deutscher Bergmann und Politiker (FDJ), MdV
- Steudte, Wilhelm (1897–1973), deutscher Politiker (SED)
- Steudtner, Fritz (1896–1986), deutscher Architekt
- Steudtner, Peter (* 1971), deutscher Diplom-Politologe, Menschenrechtsaktivist und Dokumentarfilmer
- Steudtner, Robert (* 1977), deutscher Regisseur, Sprecher und Autor
- Steudtner, Sebastian (* 1985), deutsch-österreichischer Towsurfer

### Steue
- Steuer, Anni (1913–1996), deutsche Leichtathletin
- Steuer, August (1902–1969), deutsch-amerikanischer Verleger
- Steuer, Benjamin (* 1986), österreichischer Fußballschiedsrichter
- Steuer, Christin (* 1983), deutsche Wasserspringerin
- Steuer, Frieder (* 1950), deutscher Fußballspieler
- Steuer, Heiko (* 1939), deutscher Archäologe
- Steuer, Hugo (1829–1908), deutscher Architekt und Militärbaumeister
- Steuer, Ingo (* 1966), deutscher Eiskunstläufer und EiskunstlauftrainerIngo Steuer (* 1966)

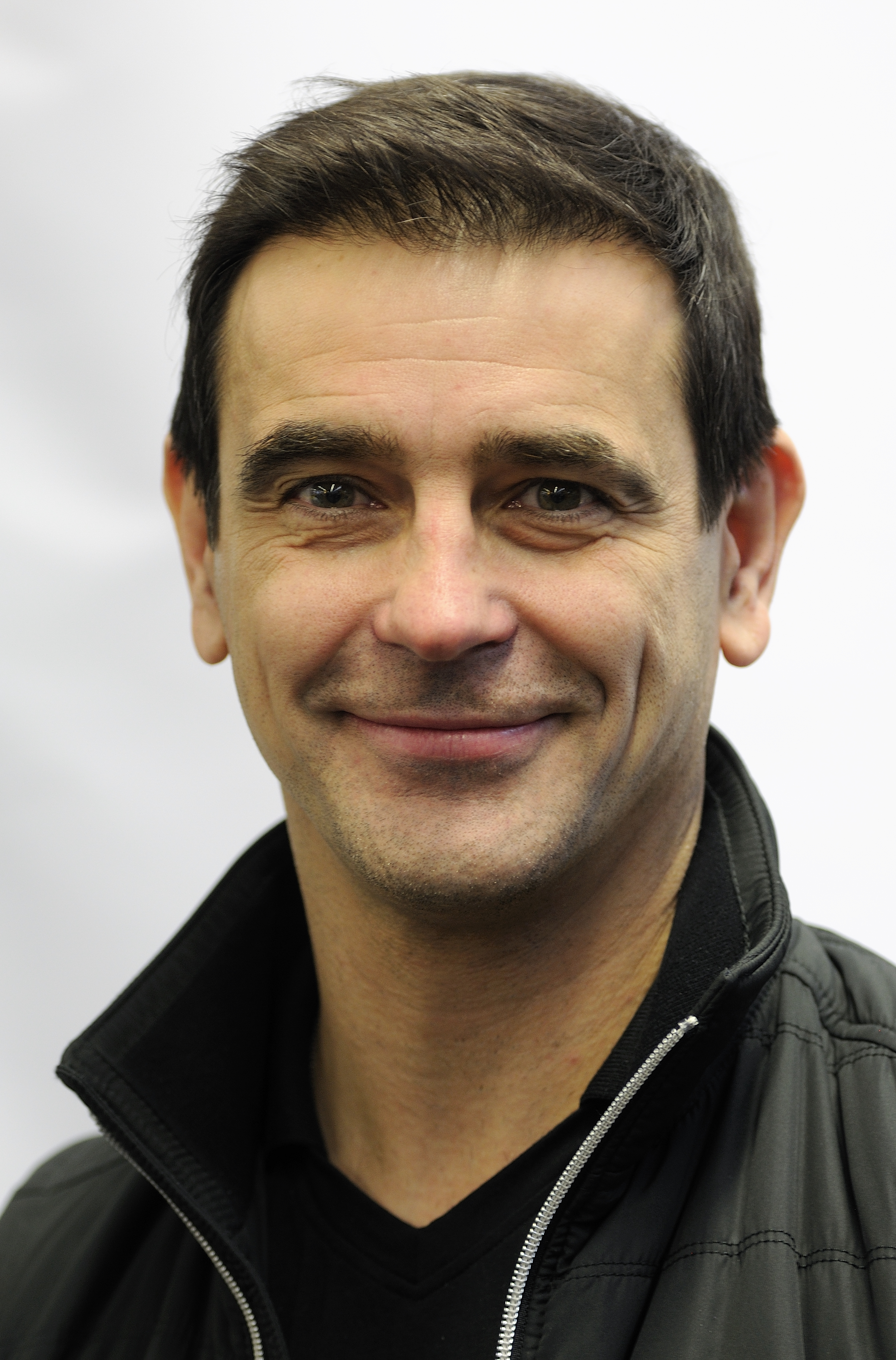
Ingo Steuer (* 1966)

- Steuer, Jon Paul (1984–2018), US-amerikanischer Filmschauspieler
- Steuer, Lothar (1893–1957), deutscher Jurist, Verwaltungsbeamter und Politiker (DNVP, NR, FDP), MdR, MdL
- Steuer, Noemi (1957–2020), Schweizer Schauspielerin und Ethnologin
- Steuer, Sascha (* 1975), deutscher Politiker (CDU), MdA
- Steuer, Werner (* 1920), deutscher Fußballspieler
- Steuer, Wilfried (* 1933), deutscher Politiker (CDU), MdL und ManagerWilfried Steuer (* 1933)

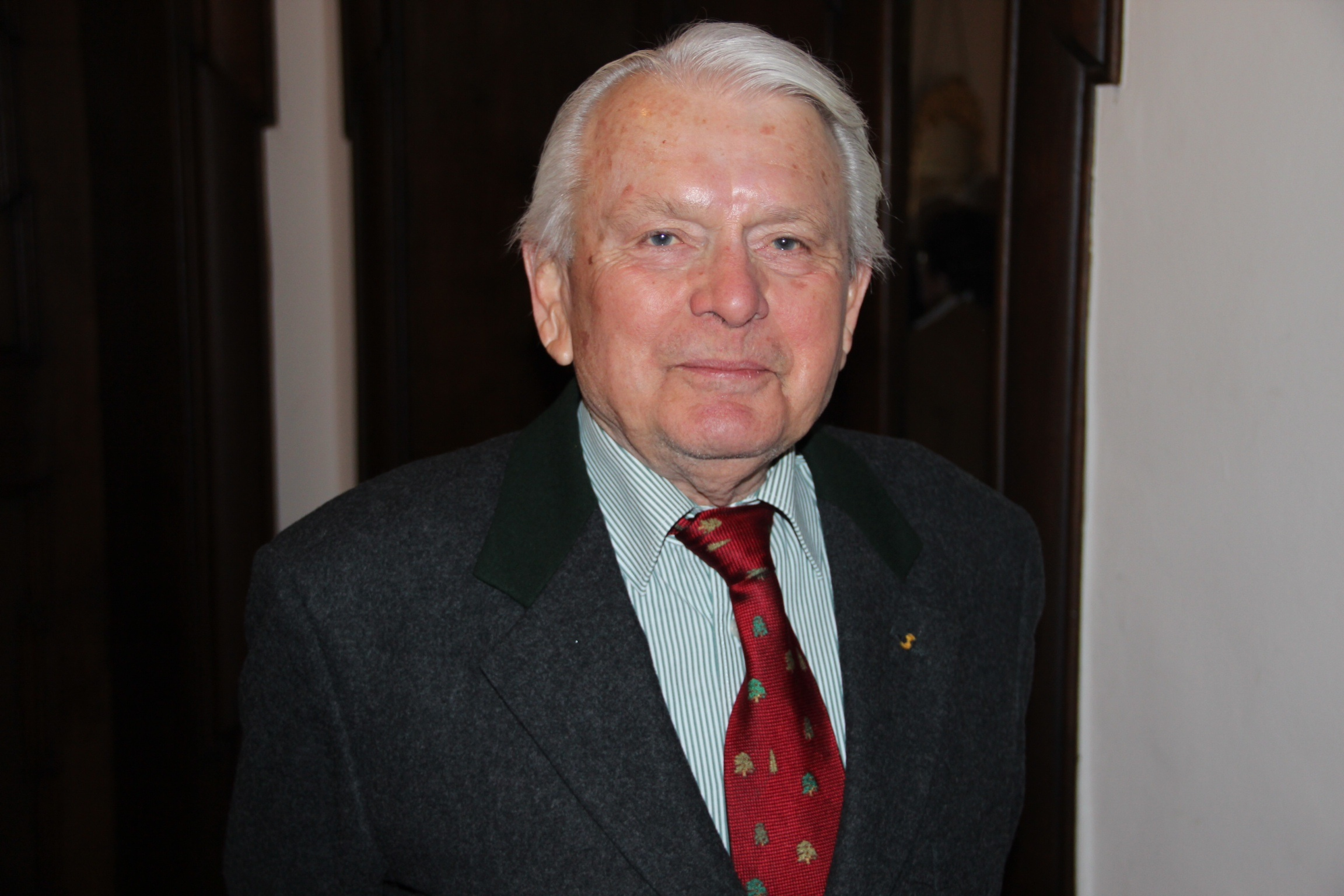
Wilfried Steuer (* 1933)

- Steuer, Wolfgang (1915–1999), deutscher Förster und Politiker (SPD), MdL
- Steuerlein, Johann (1546–1613), deutscher Kirchenlieddichter und Komponist
- Steuermann, Eduard (1892–1964), österreichisch-amerikanischer Komponist und Pianist
- Steuermann, Zygmunt (* 1899), polnischer Fußballspieler
- Steuernagel, Carl (1848–1919), deutscher Bauingenieur und kommunaler Baubeamter, Stadtbaurat für Tiefbau in Köln
- Steuernagel, Carl (1869–1958), evangelischer Theologe
- Steuernagel, Curt (1884–1917), deutscher Kunstturner
- Steuernagel, Daniel (* 1979), deutscher Fußballtrainer
- Steuernagel, Dirk (* 1964), deutscher Klassischer Archäologe
- Steuernagel, Johannes (1805–1870), Landtagsabgeordneter Großherzogtum Hessen
- Steuernagel, Karl (1886–1960), deutscher Bauingenieur und Reichsbahndirektor
- Steuernagel, Sabine, deutsche Fernsehmoderatorin
- Steuerwald, Jochen (* 1967), deutscher Kirchenmusiker
- Steuerwald, Johann († 1790), Bildhauer und Bildstockmeister
- Steuerwald, Karl (1905–1989), deutscher Lehrer und Sprachwissenschaftler
- Steuerwald, Markus (* 1989), deutscher Volleyball-Nationalspieler
- Steuerwald, Patrick (* 1986), deutscher Volleyball-Nationalspieler und Trainer
- Steuerwald, Samantha (* 1998), deutsche Fußballspielerin
- Steuerwaldt, Wilhelm (1815–1871), deutscher Maler

### Steug
- Steuger, Peter (* 1965), deutscher Kameramann

### Steuk
- Steuk, Martina (* 1959), deutsche Leichtathletin
- Steuk, Roland (* 1959), deutscher Leichtathlet und Olympiateilnehmer
- Steuke, Kevin (* 1992), deutscher Fußballspieler

### Steul
- Steul, Willi (* 1951), deutscher Journalist und Rundfunkmanager
- Steuler, Georg (1878–1952), deutscher Erfinder und Unternehmensgründer
- Steullet, Albert (1925–2024), Schweizer Richter, Staatsanwalt und Kommunalpolitiker

### Steun
- Steunenberg, Frank (1861–1905), US-amerikanischer Politiker

### Steup
- Steup, Elisabeth (1928–2006), deutsche Juristin
- Steup, Julius (1847–1925), deutscher Bibliothekar und Altphilologe
- Steup, Paul (1895–1966), deutscher Politiker (Zentrum, CDU), MdL
- Steup, Sven (* 1975), deutscher Rollhockeytrainer

### Steur
- Steur, Ard van der (* 1969), niederländischer Politiker (VVD) und Rechtsanwalt
- Steur, Joëlle (* 2004), deutsche Tennisspielerin
- Steur, Jonas (* 1982), belgischer DJ und Produzent
- Steur, Julie van der (1920–2001), niederländische Widerstandskämpferin in Niederländisch-Indien
- Steur, Julyette (* 1995), deutsche Tennisspielerin
- Steur, Roy (* 2005), niederländischer Fußballtorwart
- Steur, Sean (* 2008), niederländischer Fußballspieler
- Steurer, Bianca (* 1986), österreichische Triathletin
- Steurer, Charlotte (1921–1986), deutsch-österreichische Aktivistin der Homophilenbewegung
- Steurer, Elfriede (1924–2021), österreichische Hürdenläuferin und Sprinterin
- Steurer, Elmar (1924–2011), österreichischer Politiker (SPÖ), Landtagsabgeordneter in Vorarlberg
- Steurer, Florence (* 1949), französische Skirennläuferin
- Steurer, Hugo (1914–2004), deutscher Pianist und Musikpädagoge
- Steurer, Johann (* 1954), österreichischer Internist
- Steurer, Johannes, deutscher Ingenieur
- Steurer, Josef (1927–2010), deutscher Kommunalpolitiker
- Steurer, Leopold (1921–1944), österreichischer Widerstandskämpfer, hingerichtet vom NS-Regime
- Steurer, Leopold (* 1946), italienischer Historiker
- Steurer, Lisi (* 1979), österreichische Kletterin und BergsteigerinLisi Steurer (* 1979)

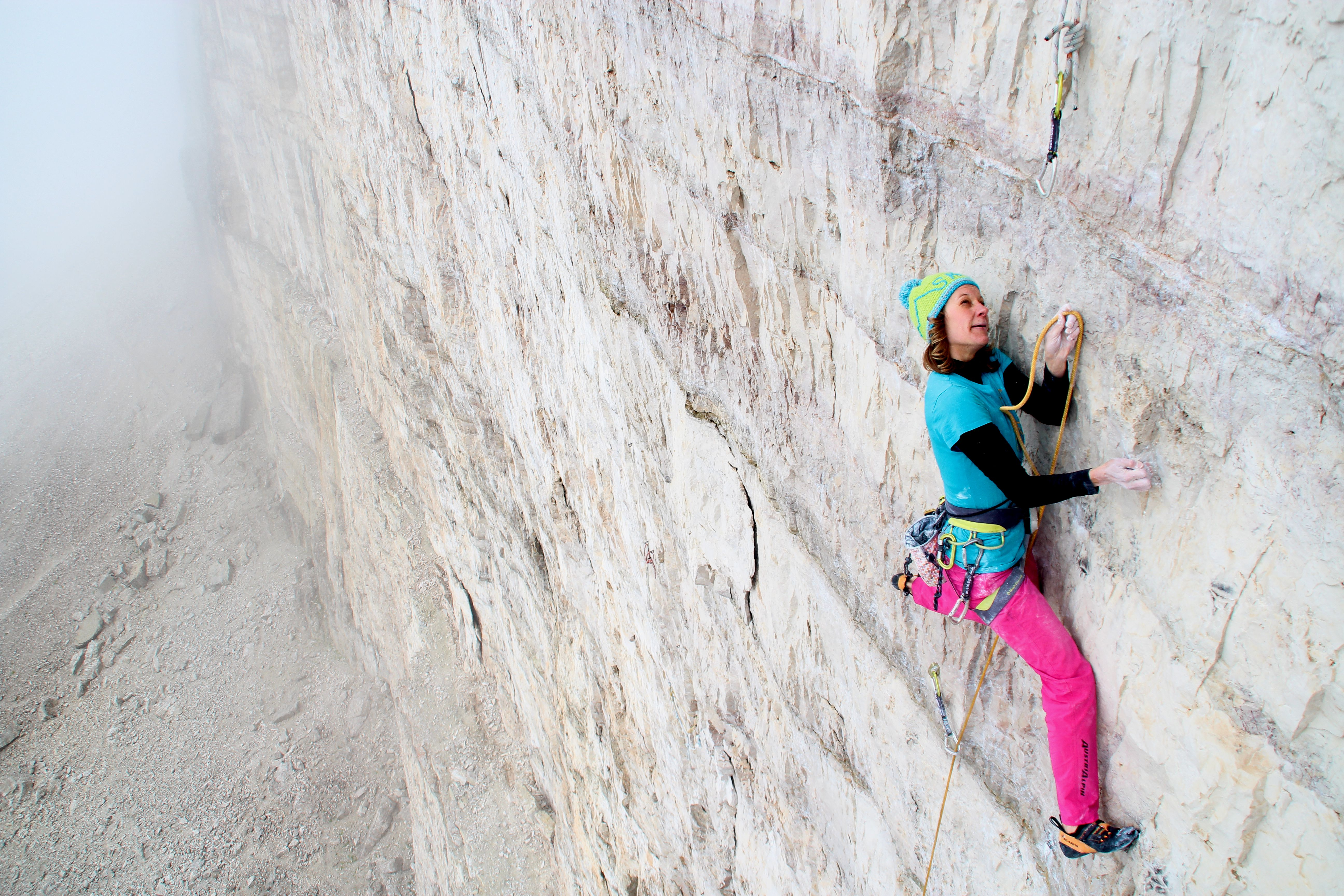
Lisi Steurer (* 1979)

- Steurer, Matthias (* 1964), österreichischer Filmregisseur und Drehbuchautor
- Steurer, Oliver (* 1995), deutscher Fußballspieler
- Steurer, Otto (1893–1959), deutscher HNO-Arzt, Hochschullehrer und Rektor der Universität Rostock
- Steurer, Reinhard (* 1971), österreichischer Klimaforscher
- Steurer, Toni (* 1978), deutscher Bergsteiger und Extremskitourensportler
- Steurer, Walter (* 1950), österreichischer Kristallograph
- Steuri, Erna (1917–2001), Schweizer Skirennläuferin
- Steuri, Fritz (1879–1950), Schweizer Bergführer und Skisportler
- Steuri, Fritz (1903–1955), Schweizer Skirennläufer und Bergführer
- Steuri, Fritz (1908–1953), Schweizer Skisportler und Bergführer
- Steuri, Hermann (1909–2001), Schweizer Bergführer und Skirennfahrer
- Steuri, Simon (* 1977), Schweizer Regisseur, Autor und Radiomoderator
- Steuri, Willy (1912–1978), Schweizer Skirennläufer
- Steurich, Emil (1852–1921), deutscher evangelischer Theologe und Schriftsteller
- Steurlin, Samuel (1655–1725), deutscher Mediziner und Naturwissenschaftler
- Steurs, Frieda (* 1958), belgische Sprach- und Übersetzungswissenschaftlerin
- Steurs, Geert (* 1981), belgischer Radrennfahrer

### Steus
- Steusloff, Hartwig (1937–2021), deutscher Nachrichtentechniker, Informatiker und Hochschullehrer
- Steuss, David, Geldverleiher im Herzogtum Österreich
- Steußlingen, Werner von († 1078), Erzbischof von Magdeburg

### Steut
- Steuten, Fons (1938–1991), niederländischer Radrennfahrer
- Steuter, Franz (* 1905), deutscher Bankkaufmann und Politiker (LDPD), MdV

### Steuw
- Steuwer, Carsten (* 1970), deutscher Theater- und Filmschauspieler, Regisseur, Sprecher und Autor
- Steuwer, Werner (* 1915), deutscher Verkäufer, Einzelhändler und Politiker (LDPD), MdV

### Steux
- Steux, Alfred (1892–1934), belgischer Radrennfahrer